# Liste der Monuments historiques in Bubry
Die Liste der Monuments historiques in Bubry führt die Monuments historiques in der französischen Gemeinde Bubry auf.

## Liste der Bauwerke
| Bezeichnung                 | Beschreibung | Standort                      | Kennzeichnung | Schutzstatus | Datum | Bild |
| --------------------------- | ------------ | ----------------------------- | ------------- | ------------ | ----- | ---- |
| Kapelle St-Yves             |              | (Lage)                        | PA00091060    | Inscrit      | 1925  |      |
| Kreuz Saint-Yves            |              | La Lande de Saint-Yves (Lage) | PA00091061    | Inscrit      | 1934  |      |
| Archäologische Ausgrabungen |              | Le Vieux-Saint-Yves (Lage)    | PA00135358    | Inscrit      | 1995  |      |

## Liste der Objekte
- Monuments historiques (Objekte) in Bubry in der Base Palissy des französischen Kultusministeriums